# دونالد إم. هايت
دونالد إم. هايت هو سياسي أمريكي، ولد في 7 يونيو 1909، وتوفي في 16 أبريل 1989.